# Vetenskapsakademiens riksdagsmän i prästeståndet
Följande personer företrädde Kungliga Vetenskapsakademien i prästeståndet vid Sveriges ståndsriksdag. Listan är komplett.
Från och med riksdagen 1828–1830 gavs Vetenskapsakademien samt landets två universitet egna platser i riksdagen, vilka skulle tillhöra prästerskapet i dess egenskap av det lärda ståndet. Vetenskapsakademien skulle utse "Twänne Ofrälse Civile Ledamöter", vilka dock inte skulle ha rätt till riksdagsmannaunderhåll. Denna reglering bestod till dess att ståndsriksdagen avskaffades år 1866. 

### Riksdagen 1828–1830
- Carl Johan Ekström
- Gabriel Poppius

### Urtima riksdagen 1834–1835
- Carl Johan Ekström
- Gabriel Poppius

### Riksdagen 1840–1841
- Gabriel Poppius
- Anders Retzius

### Urtima riksdagen 1844–1845
- Nils Haqvin Selander
- Peter Fredrik Wahlberg

### Riksdagen 1847–1848
- Nils Haqvin Selander
- Peter Fredrik Wahlberg

### Riksdagen 1850–1851
- Nils Haqvin Selander
- Peter Fredrik Wahlberg

### Riksdagen 1853–1854
- Johan Jakob Nordström
- Nils Haqvin Selander

### Riksdagen 1856–1858
- Johan Jakob Nordström
- Nils Haqvin Selander

### Riksdagen 1859–1860
- Johan Jakob Nordström
- Nils Haqvin Selander

### Riksdagen 1862–1863
- Johan Jakob Nordström
- Nils Haqvin Selander

### Riksdagen 1865–1866
- Fredrik Ferdinand Carlson
- Nils Haqvin Selander